# Светско првенство у атлетици у дворани 2003 — 800 метара за жене
Трка на 800 метара у женској конкуренцији на 9. Светском првенству у атлетици у дворани 2003. одржано је 14., 15. и 16. марта у Бирмингему (Уједињено Краљевство).
Титулу освојену у Лисабону 2001. одбранила је Марија Мутола из Мозамбика. Ово је њена 5 титула.

## Земље учеснице
Учествовало је 20 такмичарки из 15 земаља.
1. Аустрија (1)
2. Јапан (1)
3. Канада (1)
4. Мароко (1)
5. Мозамбик (1)
6. Намибија (1)
7. Португалија (2)
8. Русија (2)
9. САД (2)
10. Словенија (2)
11. Суринам (1)
12. Танзанија (1)
13. Уједињено Краљевство (1)
14. Украјина (1)
15. Шпанија (2)

## Освајачи медаља
| Освајачи медаља |              |                |  |  |  |  |
|                 |              |                |  |  |  |  |
|                 |              |                |  |  |  |  |
|                 |              |                |  |  |  |  |
| Марија Мутола   | Штефани Граф | Мајте Мартинез |  |  |  |  |
| Мозамбик        | Аустрија     | Шпанија        |  |  |  |  |

## Рекорди
Стање 4. март 2003.
| Рекорди пре почетка Светског првенства 2003. | Рекорди пре почетка Светског првенства 2003. | Рекорди пре почетка Светског првенства 2003. | Рекорди пре почетка Светског првенства 2003. | Рекорди пре почетка Светског првенства 2003. | Рекорди пре почетка Светског првенства 2003. |
| -------------------------------------------- | -------------------------------------------- | -------------------------------------------- | -------------------------------------------- | -------------------------------------------- | -------------------------------------------- |
| Светски рекорд                               | 1:55,82                                      | Јоланда Чеплак                               | Словенија                                    | Беч, Аустрија                                | 3. март 2002.                                |
| Рекорд светских првенстава                   | 1:56,90                                      | Лудмила Форманова                            | Чешка                                        | Маебаши, Јапан                               | 7. март 1999.                                |
| Најбољи резултат сезоне                      | 1:58,83                                      | Марија Мутола                                | Мозамбик                                     | Гент, Белгија                                | 9. фебруар 2003.                             |
| Афрички рекорд                               | 1:57,06                                      | Марија Мутола                                | Мозамбик                                     | Лијевен, Француска                           | 12. фебруар 1999.                            |
| Азијски рекорд                               | 2:00,78                                      | Михо Сато                                    | Јапан                                        | Јокохама, Јапан                              | 22. фебруар 2003.                            |
| Северноамерички рекорд                       | 1:58,71                                      | Никол Тетер                                  | Сједињене Државе                             | Њујорк, САД                                  | 2. март 2002.                                |
| Јужноамерички рекорд                         | 1:59,21                                      | Летисија Вријезде                            | Суринам                                      | Бирмингем, Уједињено Краљевство              | 23. фебруар 1997.                            |
| Европски рекорд                              | 1:55,82                                      | Јоланда Чеплак                               | Словенија                                    | Беч, Аустрија                                | 3. март 2002.                                |
| Океанијски рекорд                            | 2:00,36                                      | Тони Хоџкинсон                               | Аустралија                                   | Париз, Француска                             | 9. март 1997.                                |

### Најбољи резултати у 2003. години
Десет најбољих атлетичарки године на 800 метара у дворани пре првенства (14. марта 2003), имале су следећи пласман.
| 1.  | Марија Мутола                | Мозамбик         | 1:58,83 | 9. фебруар  |
| 2.  | Кели Холмс                   | Велика Британија | 1:59,21 | 9. фебруар  |
| 3.  | Штефани Граф                 | Аустрија         | 1:59,56 | 2. март     |
| 4.  | Џоан Фен                     | Велика Британија | 1:59,74 | 2. март     |
| 5.  | Јекатерина Пузанова          | Русија           | 1:59,91 | 26. фебруар |
| 6.  | Јоланда Чеплак               | Словенија        | 1:59,97 | 28. фебруар |
| 7.  | Јекатерина Нозкова-Розенберг | Русија           | 2:00,08 | 26. фебруар |
| 8.  | Никол Тетер                  | Сједињене Државе | 2:00,09 | 2. март     |
| 9.  | Светлана Сидунова            | Русија           | 2:00,52 | 26. фебруар |
| 10. | Марија Тереза Мартинез       | Шпанија          | 2:00,53 | 9. фебруар  |

Такмичарке чија су имена подебљана учествовале су на СП 2003.

## Сатница
| Датум          | Време | Ниво          |
| -------------- | ----- | ------------- |
| 14. март 2003. | 12:40 | Квалификације |
| 15. март 2003. | 10:50 | Полуфинале    |
| 16. март 2003. | 15:25 | Финале        |

## Резултати

### Квалификације
Такмичење је одржано 14. марта 2003. године. Такмичарке су биле подељене у 4 група. За пласман у полуфинале пласирале су се по 2 првопласиране из група (КВ) и 4 према постигнутом резултату (кв).,,.
Почетак такмичења: група 1 у 12:40, група 2 у 12:46, група 3 у 12:52, група 4 у 12:58.
| Плас. | Група | Атлетичарка            | Земља                | ЛР       | ЛРС     | Резултат | Белешка   |
| ----- | ----- | ---------------------- | -------------------- | -------- | ------- | -------- | --------- |
| 1.    | 2     | Штефани Граф           | Аустрија             | 1:55,85  | 1:59,56 | 2:01,93  | КВ        |
| 2.    | 1     | Јоланда Чеплак         | Словенија            | 1:55,19о | 1:59,97 | 2:02,12  | КВ        |
| 3.    | 2     | Агнес Самарија         | Намибија             | 1:59,74о | 2:03,09 | 2:02,16  | КВ        |
| 4.    | 1     | Амина Аит Хамоу        | Мароко               | 2:00,47о | 2:01,54 | 2:02,32  | КВ        |
| 5.    | 1     | Јекатерина Пузанова    | Русија               | 1:59,91  | 1:59,91 | 2:02,65  | кв, Диск. |
| 5.    | 4     | Марија Мутола          | Мозамбик             | 1:55,19о | 1:58,83 | 2:03,33  | КВ        |
| 6.    | 2     | Михо Сато              | Јапан                | 2:00,78  | 2:00,78 | 2:03,55  | кв        |
| 7.    | 4     | Дијана Куминс          | Канада               | 1:58,39о | 2:00,66 | 2:03,62  | КВ        |
| 8.    | 4     | Бригита Лангерхолц     | Словенија            | 1:58,51о | 2:02,96 | 2:03,79  | кв        |
| 9.    | 1     | Lwiza Msyani John      | Танзанија            | 1:59,58о | 2:06,56 | 2:03,80  | кв, ЛРС   |
| 10.   | 1     | Letitia Vriesde        | Суринам              | 1:56,68о | 2:01,81 | 2:03,82  |           |
| 11.   | 4     | Надежда Воробијева     | Русија               | 2:00,47о | 2:00,59 | 2:04,68  |           |
| 12.   | 4     | Естер Десвиат          | Шпанија              | 2:02,52  | 2:02,52 | 2:04,96  |           |
| 13.   | 3     | Марија Тереза Мартинез | Русија               | 1:58,29о | 2:00,53 | 2:05,16  | КВ        |
| 14.   | 3     | Џоан Фен               | Уједињено Краљевство | 1:59,74  | 1:59,74 | 2:05,45  | КВ        |
| 15.   | 3     | Тетјана Петљук         | Украјина             | 2:02,41о | 2:02,75 | 2:06,21  |           |
| 16.   | 2     | Сандра Теишеира        | Португалија          |          |         | 2:06,24  |           |
| 17.   | 3     | Чанти Ерл              | САД                  | 2:00,26о | 2:03,69 | 2:08,49  |           |
|       | 2     | Саша Спенсер           | САД                  |          |         | Диск.    |           |
|       | 3     | Недиа Семедо           | Португалија          | 2:00,54о | 2:01,11 | НЗ       |           |

### Полуфинале
Такмичење је одржано 15. марта 2003. године. Такмичарке су биле подељене у 2 групе. За пласман у финале пласирале су се по 3 првопласиране из група (КВ).,,
Почетак такмичења: група 1 у 10:50, група 2 у 10:56.
| Поз. | Група | Атлетичарка            | Земља                | Резултат | Белешка    |
| ---- | ----- | ---------------------- | -------------------- | -------- | ---------- |
| 1.   | 2     | Штефани Граф           | Аустрија             | 1:59,75  | КВ         |
| 2.   | 2     | Марија Тереза Мартинез | Шпанија              | 1:59,82  | КВ, НР, ЛР |
| 3.   | 2     | Џоан Фен               | Уједињено Краљевство | 1:59,83  | КВ         |
| 4.   | 1     | Марија Мутола          | Мозамбик             | 1:59,99  | КВ         |
| 5.   | 1     | Јоланда Чеплак         | Словенија            | 2:00,14  | КВ         |
| 6.   | 1     | Јекатерина Пузанова    | Русија               | 2:00,73  | КВ, Диск.  |
| 6.   | 1     | Дијана Куминс          | Канада               | 2:00,94  |            |
| 7.   | 2     | Агнес Самарија         | Намибија             | 2:01,29  |            |
| 8.   | 1     | Lwiza Msyani John      | Танзанија            | 2:03,76  | ЛРС        |
| 9.   | 2     | Амина Аит Хамоу        | Мароко               | 2:04,16  |            |
| 10.  | 2     | Бригита Лангерхолц     | Словенија            | 2:04,75  |            |
| 11.  | 1     | Михо Сато              | Јапан                | 2:05,66  |            |

### Финале
Такмичење не одржано 16. марта 2003. године у 15:25.,
| Поз. | Атлетичарка            | Земља     | Резултат | Белешка |
| ---- | ---------------------- | --------- | -------- | ------- |
|      | Марија Мутола          | Мозамбик  | 1:58,94  |         |
|      | Штефани Граф           | Аустрија  | 1:59,39  | ЛРС     |
|      | Марија Тереза Мартинез | Шпанија   | 1:59,53  | НР, ЛР  |
| 4.   | Јоланда Чеплак         | Словенија | 1:59,54  | ЛРС     |
| 5.   | Џенифер Туми           | САД       | 1:59.95  |         |
| 6.   | Јекатерина Пузанова    | Русија    | 2:00,86  | Диск.   |